# Кастания (дем Бер)
Вижте пояснителната страница за други значения на Кастания.
Кастания (на гръцки: Καστανιά, катаревуса Καστανέα, Кастанеа) е село в Република Гърция, област Централна Македония, дем Бер.

## География
Селото е разположено на 1080 m надморска височина в южните части на планината Каракамен (на гръцки Вермио), на 18 km югозападно от демовия център Бер (Верия). На 2 km северно е разположен манастирът „Света Богородица Сумела“.

## История

### В Османската империя
В XIX век Кастания е село в Берска каза на Османската империя. В книгата си „Аромъне“, издадена в 1894 година, Вайганд определя Кастаня като влашко село със 70 фамилии. „Тѣзи аромѫне сѫ дошли тука въ това столѣтие изъ Авдела и Периволи. Тѣ прѣкарватъ зимата въ равнината: една часть отива за Вериа, а друга къмъ Ниауста... Аромѫнското население изъ селата, вслѣдствие енергическото застѫпвание на ханджията Гога отъ Вериа, е въодушевено отъ националната идеа, а аромѫнетѣ отъ града се числятъ къмъ гръцката партия.“
В 1900 година според Васил Кънчов („Македония. Етнография и статистика“) в Кастания живеят 400 власи християни. Според секретаря на Българската екзархия Димитър Мишев („La Macédoine et sa Population Chrétienne“) в 1905 година в Кестания (Kestania) има 90 власи.
В 1910 година в Кастания има 80 жители патриаршисти.
При преброяването в 1912 година селото е отбелязано с влашки език и християнска религия.

### В Гърция
През Балканската война в 1912 година в селото влизат гръцки части и след Междусъюзническата в 1913 година Кастания остава в Гърция. При преброяването от 1913 година в селото има 58 и 52 жени. В 1920 година не е регистрирано като селище, но в 1922 година селото е обновено, като в него са заселени гърци бежанци. В 1928 година Кастания е чисто бежанско селище с 39 бежански семейства и 148 жители бежанци.
| Име               | Име                 | Ново име        | Ново име           | Описание                           |
| ----------------- | ------------------- | --------------- | ------------------ | ---------------------------------- |
| Хаджигогов чифлик | Τσιφλίκι Χατζηγώγου | Воскотопос Аяни | Βοσκότοπος Αγιάννη | гора в Каракамен на ЮЗ от Кастания |

| Година    | 1913 | 1920 | 1928 | 1940 | 1951 | 1961 | 1971 | 1981 | 1991 | 2001 | 2011 | 2021 |
| --------- | ---- | ---- | ---- | ---- | ---- | ---- | ---- | ---- | ---- | ---- | ---- | ---- |
| Население | 110  |      | 163  | 402  | 355  | 204  | 147  | 92   | 237  | 136  | 84   | 48   |